# Redwater (serie de televisión)
Redwater (también conocida como: Kat and Alfie: Redwater), es una serie dramática británica que será estrenada en mayo del 2017 a través de la BBC One. 
La serie de seis partes fue creada por Dominic Treadwell-Collins y es un spin-off de la exitosa serie británica EastEnders.

## Historia
Alfie Moon y Kat Slater-Moon se mudan de Walford a Redwater para buscar al hijo perdido de Kat, Luke, quien fue dado en adopción a una familia irlandesa hace 32 años, sin embargo su llegada a Redwater pronto perturbará a las familias Kelly y Dolan.

## Personajes[4]

### Personajes principales
| Actor                    | Personaje                                                  | Ocupación             | N.º de episodios | Duración        |
| ------------------------ | ---------------------------------------------------------- | --------------------- | ---------------- | --------------- |
| Jessie Wallace           | Kat Slater                                                 | -                     | -                | 2017 - presente |
| Shane Richie             | Alfie Moon                                                 | -                     | -                | 2017 - presente |
| Peter Campion Ryan Burke | Andrew Kelly (de adulto) Andrew Kelly (de joven)           | -                     | -                | 2017 - presente |
| Fionnula Flanagan        | Agnes Byrne                                                | -                     | -                | 2017 - presente |
| Maria Doyle Kennedy      | Roisin Byrne-Kelly                                         | Hija de Lance y Agnes | -                | 2017 - presente |
| Stephen Hogan            | Padraig Kelly                                              | -                     | -                | 2017 - presente |
| Oisín Stack Eoin Daly    | Dermott Dolan (de adulto) Dermott Dolan (de joven)         | Padre                 | -                | 2017 - presente |
| Ian Toner Anton Giltrap  | Kieran Harrington (de adulto) Kieran Harrington (de joven) | -                     | Hijo de Eileen   | 2017 - presente |
| Angeline Ball            | Eileen Byrne-Harrington                                    | Hija de Lance y Agnes | -                | 2017 - presente |
| Stanley Townsend         | Peter Dolan                                                | -                     | -                | 2017 - presente |
| Ebony O'Toole-Acheampong | Adeen Kelly                                                | -                     | -                | 2017 - presente |
| Susan Ateh               | Bernie Kelly                                               | -                     | -                | 2017 - presente |

### Personajes recurrentes
| Actor            | Personaje   | Ocupación | No. de episodios | Duración        |
| ---------------- | ----------- | --------- | ---------------- | --------------- |
| Henry Proctor    | Tommy Moon  | -         | -                | 2017 - presente |
| Ronan Connett    | Jonjo Kelly | -         | -                | 2017 - presente |
| Shashi Rami      | Singh       | Doctor    | -                | 2017 - presente |
| Deirdre Monaghan | Julie       | -         | -                | 2017 - presente |
| Susan Madigan    | -           | -         | -                | 2017 - presente |

### Antiguos personajes principales
| Actor          | Personaje   | Ocupación                 | No. de episodios | Duración | Estado | Causa                                   |
| -------------- | ----------- | ------------------------- | ---------------- | -------- | ------ | --------------------------------------- |
| Ian McElhinney | Lance Byrne | -                         | 3                | 2017     | Muerto | asesinado por Dermott luego de ahogarlo |
| Orla Hannon    | Iris Dolan  | Madre Adoptiva de Dermott | -                | 2017     | Muerta | asesinada por Dermott luego de ahogarla |

## Episodios
La serie está conformada por 6 episodios.

## Producción
La serie fue creada por Dominic Treadwell-Collins, contará con los directores Jesper W. Nielsen y Karl Neilson, la productora Vicky Wharton y el productor ejecutivo Dominic Treadwell-Collins. También contará con los editores Celia Haining y Tim Hodges, y la compositora Natalie Holt.
La serie contará con las compañías productoras "BBC Grafton House Productions" y "Element Pictures".
Es filmada en Killiney, Dalkey, Dunmore East y Passage East en Irlanda.
El 1 de abril del 2016 se realizaron audiciones abiertas en el "Waterford Harbour Sailing Club" en Dunmore East para conseguir extras, el 2 de abril del mismo año se realizaron audiciones nuevamente en "The Central Arts on The Quay" en Waterford.
La música de la serie conformada por sintetizadores, guitarra y una sección de cuerda de 12 piezas es realizada por Natalie Holt y fue interpretada por la London Metropolitan Orchestra dirigida por Thomas Gould y conducida por Andy Brown. Fue creada por Toby Hulbert en el "Air-Edel Studios" en Londres.